# Samantha Sloyan
Samantha Sloyan (Los Angeles County, 4 januari 1979) is een Amerikaans actrice. Ze speelde in diverse films en series, waaronder Hush, Grey's Anatomy en Midnight Mass.

## Filmografie

### Film
- 2003: My Life with Morrissey, als Florist
- 2005: No Shoulders, als Bobbie
- 2006: Shamelove, als Julie
- 2009: Plus One, als Lindsay
- 2009: Autodoc, als Emmy Hennings
- 2011: In the Key of Eli, als Megs
- 2012: Tape 407, als Lois
- 2013: Do You Have a Cat?, als Marissa
- 2016: Hush, als Sarah
- 2017: I'm Not Here, als Jaime
- 2019: Pappy Hour, als Jean Mulligan
- 2019: Miss Virginia, als Mrs. Watson
- 2023: Good Daughter, als Rebecca
- 2023: Love You, Mama, als Lee
- 2023: Invaders from Proxima B, als Jane Jankins
- 2024: The Place Between, als Beatrice
- 2024: The Life of Chuck, als mevrouw Rohrbacher

### Televisie
- 2009: The Beast, als Grace Morton
- 2009: The Forgotten, als verpleegster
- 2010: Law & Order: Los Angeles, als Rachel Forester
- 2011: The Cape, als televisieverslaggeefster
- 2011: NCIS, als Emily Goodwin
- 2012-2014: Scandal, als Jeannine Locke
- 2013: The Fosters, als ER dokter
- 2014: Castle, als Pam Clark
- 2014: Parks and Recreation, als Erica
- 2014: Hawaii Five-0, als Sarah Richmond
- 2014: Rizzoli & Isles, als Alex Ruebens
- 2015-2016: Grey's Anatomy, als Dr. Penelope Blake
- 2015: Criminal Minds, als Tracy Senarak
- 2015: Murder in Mexico: The Bruce Beresford-Redman Story, als Gretchen
- 2017: The Good Doctor, als Mrs Gallico
- 2018: The Haunting of Hill House, als Leigh Crain
- 2018: SEAL Team, als Victoria Seaver
- 2018: The Rookie, als Alice Sheldon
- 2020: Helstrom, als Jolene Spivey
- 2021: Midnight Mass, als Bev Keane
- 2022: The Midnight Club, als Shasta
- 2023: Minx, als Joan Didion
- 2023: The Morning Show, als Cheryl
- 2023: The Fall of the House of Usher, als Tamerlane Usher
- 2023: Creepshow, als Lorna Snell
- 2025: The Pitt, als Lily Bradley

### Podcast
- 2019-2023: The NoSleep Podcast, als verschillende personages